# 魔都拳侠傳 マスクド上海
『魔都拳侠傳 マスクド上海』（まとけんきょうでん マスクドシャンハイ）は、2008年3月7日にライアーソフトから発売されたアダルトゲーム。
ライアーソフトの第22作である。

## システム
アクション要素のあるテキストアドベンチャーゲーム。
アドベンチャーゲームパートは章立てされており、各章の終わりに「悪仙人」やその配下たちと戦う内容になっている。

### 戦闘パート
戦闘パートにおいてプレイヤーは四肢と頭に埋め込まれた「宝貝」に五行の力をためて放つ形で必殺技を繰り出すことが可能である。
また、敵から奪った「宝貝」を用いることも可能である。

## あらすじ
1938年、上海。
私立探偵・左文字俊作が誤って悪仙人の封印を解いてしまったことが原因で、上海は魑魅魍魎がはびこる街と化した。
その責任を負うということで、彼は西王母によって「マスクドシャンハイ」という仙人に改造され、探偵業を営みながら悪仙人の封印にあたるはめになった。

## キャラクター
左文字 俊作（さもんじ しゅんさく）
声：滝沢アツヤ
物語の主人公。上海租界で私立探偵を営む日本人。軍人だったころに任務によって悪仙人を解放してしまい、責任を取るため西王母によって悪仙人封印のため崑崙で修行を受けるも、仙骨がないため改造され宝貝改造仙人となって神を降ろされる器として斉天大聖を宿して悪仙人達と戦う。
エキセントリックな登場人物やトラブルメーカーに囲まれ、ツッコミ役として振り回されることが多く、根は情に厚く熱血漢である一方、元軍人のため分別や現実的な冷徹さを持っている。
タマ
猫のような姿をした存在で、その正体は崑崙の門番で全てを知る聖獣開明獣。山海経に書かれているのは雄であり、タマは雌のため外見が違うと語っている。個体名はなく、俊作が飼っていた猫にそっくりのため、タマと名付けた。
悪仙人の気配を探る能力を持つが、ギリギリになってから感知したことを伝えるなど、無責任な部分がある。
独孤求幼（どっこきゅうよう）
声：真田雪人
真正のロリコンの肥満漢。ヘレーネを自分の理想の体現として狙っている。
ヘレーネ・コシュバ
声：桜川未央
ナチスから逃れてきたユダヤ人の少女。天涯孤独の身で、スリをしていたが、俊作の変身する場面を目撃して弱味をにぎり、共同経営者の名目で事務所に同居する。
アイリーン・ワトソン
声：かわしまりの
上海の新聞社に所属するイギリス人記者。マスクドシャンハイに救われたことで一目惚れし、彼を追っている。
家事が苦手。
藤谷 日和子（ふじたに ひわこ）
声：愛原瑞生
俊作の同郷の幼馴染である女医。俊作の探偵事務所のある建物の1階で診療所を開いている。
善意をもって接すれば相手も善意で返してくれると信じきっており、裏切られようが危機に陥ろうがそのような状況に陥っている自覚がない。
鄭 蘋茹（テン・ピンルー）
声：天水るみ
上海高等法院の主席検察官を務める日中ハーフの女性で、ボランティア活動に精力を出している。「媚」の力で仙人達から人類統制の野望を打ち砕こうと暗躍し、改造仙人の俊作にも接触する。エンディングはないが、ニュースサイトGame-Styleではヒロインの一人として扱われている。モデルは、第二次世界大戦中に香港と上海で女性スパイとして活動した鄭蘋茹。
尚 旭東（シャン・シュイトン）
満州の馬賊のリーダー。拳法の修行にあたりつつ法では裁けぬ悪党を退治してきたが、左文字が悪仙人の封印を解いてしまったことを聞きつけ、上海を訪れた。
魔を撃ち抜く銃「小白龍」を持つ。
川島 芳子（かわしま よしこ）
声：草村ケイ
蒙古安国軍の司令官。中国人を護ることに力を注ぐが、外国人は対象外。一人称はボク。モデルは、第二次世界大戦中に中国で女性スパイとして活動した川島芳子。
西王母（せいおうぼ、さいおうぼ）
本作品でのけーこ。

### 四凶およびその関係者
饕餮（とうてつ）
声：かわしまりの
悪仙人である四凶のリーダー格で、人類抹殺を企てている。理想主義者で、そのためならば大きな犠牲も厭わない。
渾沌（こんとん）
声：天水るみ
四凶の一人で、幼い外見が特徴。四人の中で最初に封印が解け、残りの3人を解放すべく暗躍していた。世界が混乱に陥るのを楽しんでいる。
窮奇（きゅうき）
声：野月まひる
四凶の一人で、赤いメッシュが入った紫色の髪が特徴のセクシーな悪女。血に飢えたサディストで、特に女が苦しむところを見ることが好き。また、人間をおもちゃとみなしている。
檮杌（とうこつ）
声：愛原瑞生
四凶の一人。弱肉強食の思想を持つ戦闘狂だが、自分を戦士と認める者に対しては礼儀正しくする。

### その他
クモ女（クモおんな）
声：草村ケイ
左文字に最初に倒される化け物。
除 寶意（）
声：桜川未央
北京原人（ペキンげんじん）
声：野月まひる
ペリエ
声：愛原瑞生
賽花（）
声：天水るみ
ラーフ
声：草村ケイ
スターシャ
声:かわしまりの

## スタッフ
- 企画原案:天野祐一
- シナリオ:天野祐一/桜井光/睦月たたら
- キャラクターデザイン・原画:磁油2
- サブキャラクターデザイン・原画:みゅらっち
- BGM:Gion-syojya BY Rock' N' Banana
- オープニングテーマ『熱情』
作詞・歌：Rita/作・編曲：松本慎一郎
- エンディング曲『美麗的花～うつくしき花』
作詞・歌：Rita/作・編曲：Blueberry&Yogurt